# Ethan Wayne
John Ethan Wayne (* 22. Februar 1962 in  Los Angeles) ist ein US-amerikanischer Schauspieler. 

## Werdegang
Wayne, Sohn von John Wayne und dessen dritter Frau Pilar Wayne und nach der Rolle seines Vaters in Der schwarze Falke benannt, wuchs im begüterten Elternhaus seiner Eltern auf. Früh bereits kam er mit der Schauspielerei in Berührung und trat in kleineren Rollen in Film und TV  an der Seite seines Vaters auf, unter anderem in Big Jake (1971) und Rio Lobo (1970). Nach dem Tod seines Vaters arbeitete er als Stuntman und übernahm (zunächst kleinere) Rollen als Schauspieler. Bekannt wurde er in der Serie The Bold And The Beautiful (dt. Reich und Schön), in welcher er in der Spielzeit 1987/88 als Storm Logan, ältester Spross der Beth-and-Stephen-Logan-Dynastie, zu sehen war. 
Heute leitet er die 1985 nach dem Krebstod seines Vaters gegründete John Wayne Cancer Foundation und arbeitet darüber hinaus für die Vermarktungsfirma Wayne Enterprises.

## Kinofilme
- 1970: Rio Lobo
- 1971: Big Jake
- 1981: Scream
- 1981: Scharfer Schuss (Longshot)
- 1984: California Kids (Escape from El Diablo)
- 1984: Sag’ nie wieder Indio (Cane arrabbiato)
- 1986: Die Rückkehr der Wildgänse (Cobra Mission)
- 1996: Bombshell
- 1997: Interface (The Last Embrace)
- 1998: Ma il buon Dio è proprio in gamba?
- 2000: Comanche

## Weblink
- Ethan Wayne bei IMDb